# Ottaviano (metropolitana di Roma)
Ottaviano è una stazione della linea A della metropolitana di Roma.

## Storia
Ottaviano fu costruita come capolinea nord-occidentale della prima tratta della linea A della metropolitana di Roma, entrata in servizio il 16 febbraio 1980. Il 29 maggio 1999 perse il titolo di capolinea con l'inaugurazione del prolungamento verso Valle Aurelia.
Nel periodo tra il 2006 e il 2007 Ottaviano fu interessata dagli scavi archeologici per la costruzione della linea C.
Nel 2000 inoltre alla stazione fu aggiunto il suffisso "S. Pietro", risultando così denominata Ottaviano-S. Pietro.
Nel 2012 la stazione, contemporaneamente a quella di Lepanto, è stata parzialmente ristrutturata con l'installazione di nuovi pannelli bianchi, graficamente simili a quelli presenti a Manzoni dopo la sua completa ristrutturazione, in sostituzione dei comuni pannelli arancioni presenti nella maggior parte delle altre stazioni della linea A. I lavori compresero la sostituzione delle mappe e l'installazione di montascale per rendere Ottaviano accessibile alle persone con mobilità ridotta, disponibile con prenotazione (il giorno precedente).
L'atrio della stazione ospita alcuni mosaici del premio Artemetro Roma. Gli autori dei mosaici esposti sono il giapponese Shu Takahashi e il britannico Joe Tilson.
Con la costruzione della futura tratta T2, già finanziata, Ottaviano diventerà la seconda stazione di interscambio della linea A con la linea C dopo San Giovanni.
Dal 22 luglio 2024 la stazione è stata chiusa per lavori di ristrutturazione e ammodernamento. Fu riaperta il 9 settembre 2024.

## Interscambi
La stazione è un importante interscambio con la rete tranviaria di Roma e con alcune autolinee urbane gestite da ATAC.
- Fermata tram (Ottaviano, linea 19)
- Fermata autobus ATAC

## Servizi
La stazione dispone di:
- Biglietteria a sportello
- Biglietteria automatica

## Galleria d'immagini

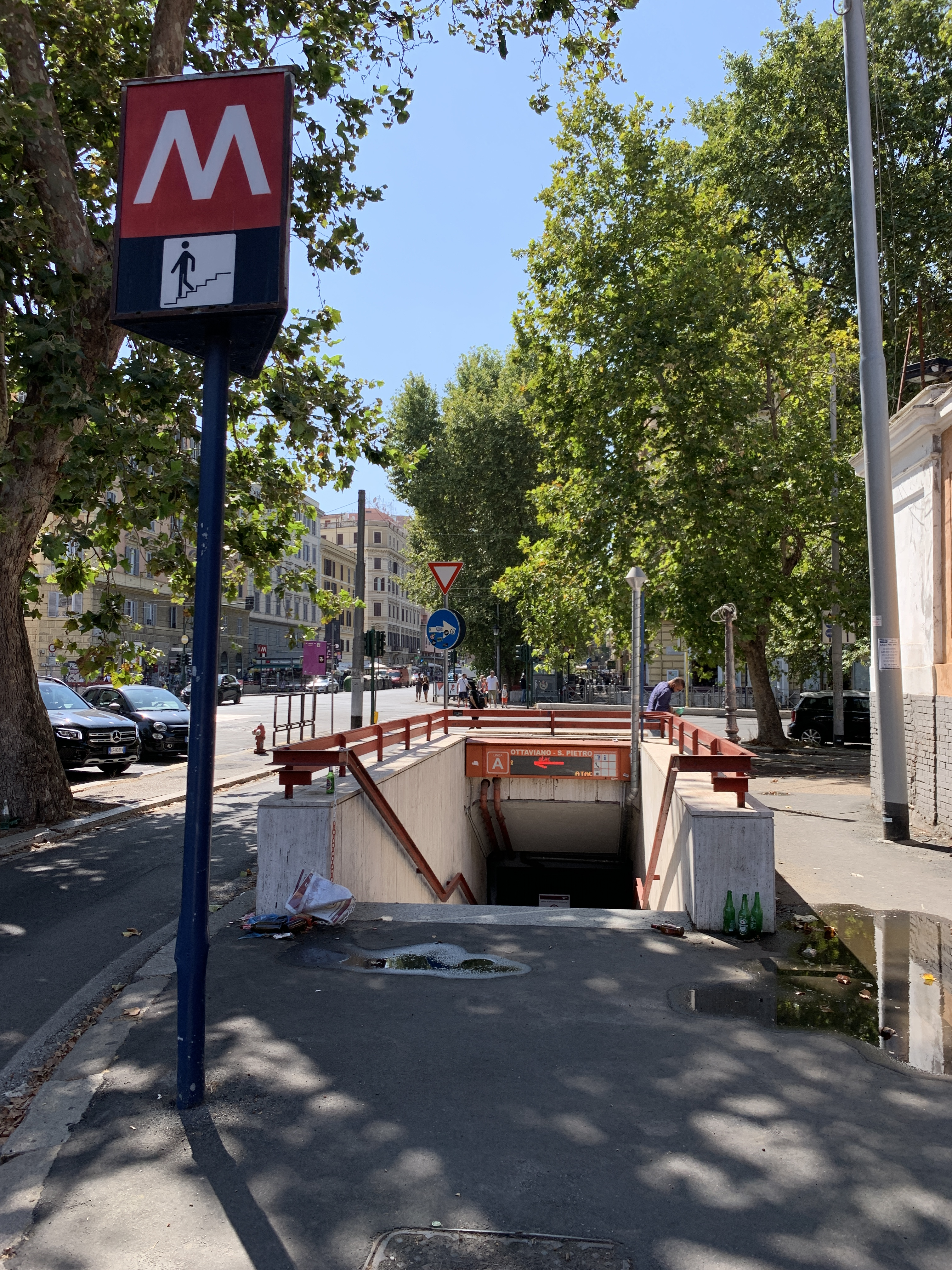
L'ingresso
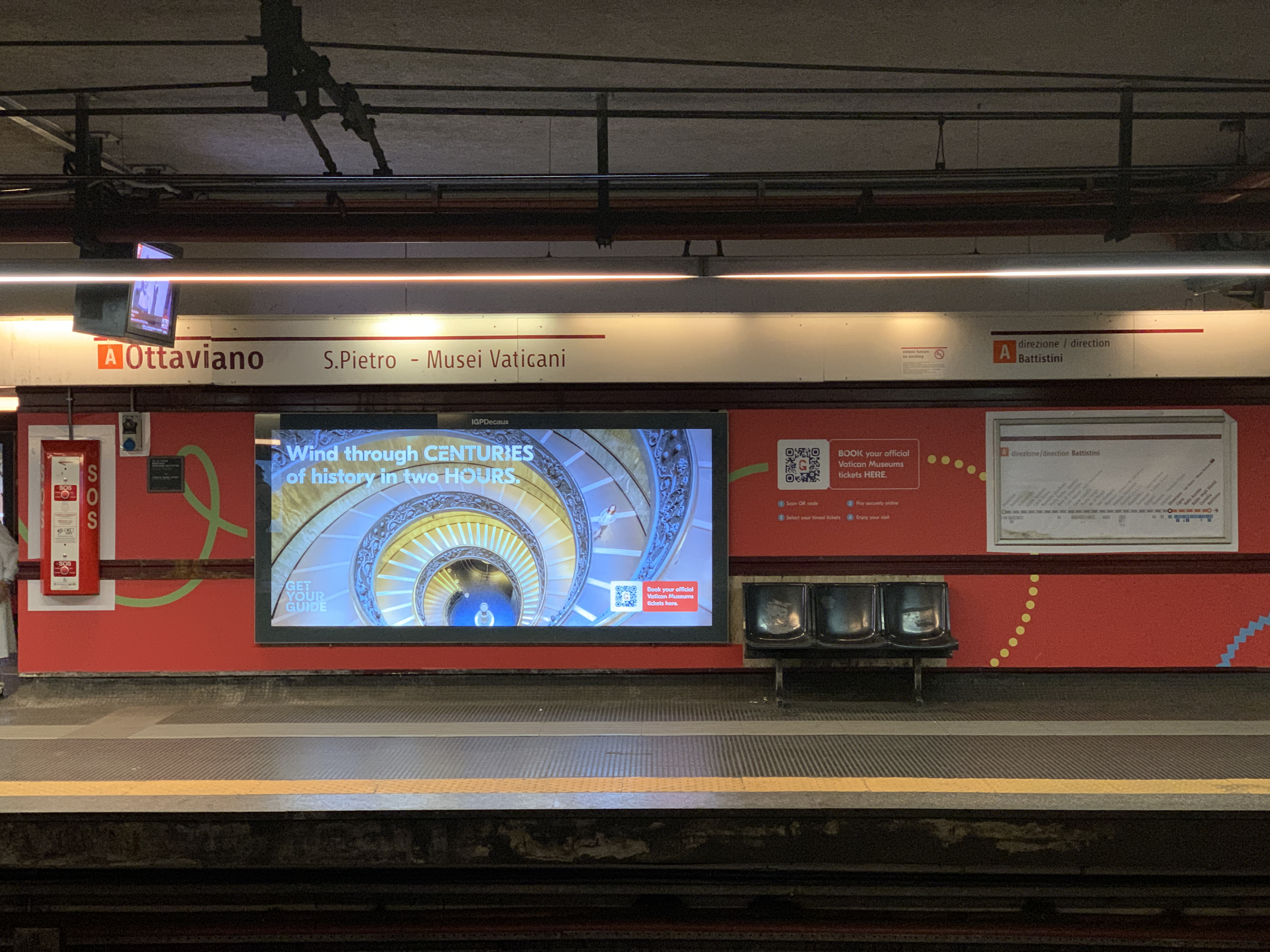
Particolare di una banchina